# Jewgienij Fominych
Jewgienij Iwanowicz Fominych (ros. Евгений Иванович Фоминых; ur. 11 grudnia?/24 grudnia 1906 w Kojdanowie, zm. 22 maja 1977 w Moskwie) – radziecki generał porucznik wojsk pancernych, Bohater Związku Radzieckiego (1945).

## Życiorys
Urodził się w rosyjskiej rodzinie robotniczej. Od 1914 mieszkał w Złatouście, skończył 6 klas szkoły kolejowej i został pomocnikiem ślusarza kolejowego, później pomocnikiem maszynisty parowozu, od 1925 należał do partii komunistycznej. Był sekretarzem komórki Komsomołu, w 1926 został sekretarzem rejonowego komitetu Komsomołu.
Od listopada 1928 do września 1930 odbywał służbę w pułku kolejowym, ukończył szkołę pułkową. Od maja 1931 ponownie służył w armii, w 1932 ukończył szkołę wojsk pancernych w Saratowie i został dowódcą plutonu, w 1941 ukończył Wojskową Akademię Mechanizacji i Motoryzacji Armii Czerwonej (wydział inżynieryjny) i został dowódcą batalionu czołgów ciężkich w 23 Dywizji Pancernej Nadbałtyckim Specjalnym Okręgu Wojskowym.
Od czerwca 1941 walczył w wojnie z Niemcami na Froncie Północno-Zachodnim, od końca sierpnia do grudnia 1941 z powodu ciężkiej choroby przebywał w szpitalu, po wyzdrowieniu w grudniu 1941 został wykładowcą w charkowskiej szkole wojskowej. W kwietniu 1942 powrócił na front jako zastępca szefa sztabu 25 Brygady Pancernej Frontu Zachodniego, uczestniczył w operacji rżewsko-syczewskiej, w sierpniu 1942 został ranny, od listopada 1942 do marca 1943 dowodził pułkiem czołgów.
Od marca 1943 do marca 1944 był szefem sztabu, potem p.o. dowódcy i od lipca 1944 dowódcą 29 Korpusu Pancernego w składzie 5 Gwardyjskiej Armii Pancernej Frontu Stepowego i 2 Ukraińskiego, brał udział w bitwie pod Kurskiem, operacji biełgorodzko-charkowskiej, kirowohradzkiej, korsuń-szewczenkowskiej, humańsko-botoszańskiej, wileńskiej, mińskiej i kowieńskiej, 11 marca 1944 otrzymał stopień generała majora wojsk pancernych. Od 10 listopada 1944 do końca wojny dowodził 25 Korpusem Pancernym w składzie 3 Gwardyjskiej Armii 1 Frontu Białoruskiego i 1 Frontu Ukraińskiego, wyróżnił się w operacji wiślańsko-odrzańskiej, dolnośląskiej i berlińskiej, m.in. przy zajmowaniu Ostrowa Wielkopolskiego, Kożuchowa, Głogowa, Chociebuża i Lubina oraz w forsowaniu Odry. W czasie wojny był czterokrotnie ranny. 12 maja 1945 w rejonie Pragi wziął do niewoli generała proniemieckich kolaborantów, Andrieja Własowa.
27 czerwca 1945 otrzymał stopień generała porucznika wojsk pancernych, od lipca 1945 do stycznia 1947 dowodził 25 Dywizją Pancerną w Centralnej Grupie Wojsk.
W 1948 ukończył z wyróżnieniem i złotym medalem Wyższą Akademię Wojskową im. Woroszyłowa i został dowódcą wojsk pancernych i zmechanizowanych Zakaukaskiego Okręgu Wojskowego. Od marca 1953 do lutego 1958 był I zastępcą komendanta Wojskowej Akademii Wojsk Pancernych, potem dowódcą 6 Gwardyjskiej Armii Pancernej.
We wrześniu 1960 został zwolniony do rezerwy. Jego imieniem nazwano ulicę w Dzierżyńsku.

## Odznaczenia
- Złota Gwiazda Bohatera Związku Radzieckiego (29 maja 1945)
- Order Lenina (dwukrotnie)
- Order Czerwonego Sztandaru (czterokrotnie)
- Order Kutuzowa I klasy
- Order Suworowa II klasy
- Order Czerwonej Gwiazdy (dwukrotnie)

I medale ZSRR i odznaczenia zagraniczne.